# Telewizja Republika
Telewizja Republika (na antenie również jako TV Republika lub Republika)  – polska stacja telewizyjna o charakterze informacyjno-publicystycznym, utworzona w 2013 roku. Redaktorem naczelnym stacji jest Tomasz Sakiewicz.

## Historia i twórcy

### Od 2012 do grudnia 2023
Tworzenie stacji trwało od 2012 roku, na siedzibę stacji została wybrana Warszawa. Stacją zarządzała od początku Telewizja Niezależna Spółka Akcyjna, której prezesem zarządu został Piotr Barełkowski. Wiceprezesami zarządu zostali Bronisław Wildstein i Tomasz Sakiewicz (ds. marketingu i rynku abonenckiego), a w składzie rady nadzorczej spółki zasiedli: Anita Gargas-Wojciechowska, Katarzyna Gójska-Hejke, Cezary Gmyz, Piotr Kwiecień oraz Rafał Ziemkiewicz. Kapitał zakładowy spółki wyniósł 100 tysięcy złotych.
Od początku swojego istnienia stacja jest adresowana głównie do widzów o poglądach konserwatywnych. Założyciele stacji inspirowali się amerykańską stacją Fox News.
Pod koniec 2012 roku redaktorem naczelnym stacji został Bronisław Wildstein. Projekt telewizji był anonsowany jako inicjatywa ponadśrodowiskowa. W zespole dziennikarzy znaleźli się przedstawiciele prasy („Do Rzeczy”, „Gazeta Polska”) i portali internetowych (Niezalezna.pl, Fronda.pl), mający za sobą działalność telewizyjną w przeszłości: Bronisław Wildstein (redaktor naczelny, były prezes Telewizji Polskiej), Tomasz Sakiewicz, Ewa Stankiewicz (dyrektor artystyczna), Rafał Ziemkiewicz, Piotr Lisiewicz, Joanna Lichocka, Anita Gargas, Cezary Gmyz, Katarzyna Gójska-Hejke, Piotr Gociek, Marek Magierowski, Tomasz Terlikowski, Marcin Wolski oraz Krzysztof Masłoń. Zespół dziennikarsko-realizacyjny TV objął łącznie około 50 osób.
Początkowy budżet stacji miał wynosić ok. 4–5 mln zł. Wyniki finansowe z działalności w pierwszej połowie 2013 roku wykazały przewagę strat nad wpływami; w sierpniu 2013 roku stacja miała 58 pracowników. W połowie października 2013 władze kanału rozpoczęły publiczną sprzedaż akcji o łącznej wartości 8,5 mln zł.
Od 1 lipca 2013 roku zarządzanie stacją przejęła spółka akcyjna Telewizja Republika (następca spółki Telewizja Niezależna S.A.).
Pod koniec 2013 roku istniała możliwość nabycia akcji nadawcy – Telewizji Niezależnej w ramach publicznej oferty akcji; zaś pozyskane środki właściciele zamierzali przeznaczyć na inwestycje w telewizję.
Od początku istnienia stacji jej siedziba mieściła się przy ulicy Farbiarskiej 73 w Warszawie. Na początku stycznia 2014 roku studio przeniesiono na ulicę Dzielną 60 w Warszawie.
31 marca 2014 roku Piotr Barełkowski zrezygnował z funkcji prezesa zarządu stacji. 7 kwietnia 2014 stanowisko dyrektora generalnego stacji objął Radosław Dobrzyński.
18 września 2014 roku nowym redaktorem naczelnym stacji został Tomasz Terlikowski, a jego zastępcą Anita Gargas. Dotychczas pełniący tę funkcję Bronisław Wildstein zrezygnował z pełnienia obu stanowisk oraz prowadzenia swojej audycji.
W latach 2016–2017 ze stacji odeszło wielu dziennikarzy i publicystów, którzy rozpoczęli współpracę z Telewizją Polską i Polskim Radiem.
8 maja 2017 roku Tomasz Terlikowski przestał kierować telewizją, pozostając w jej zarządzie jako dyrektor programowy (odszedł z zarządu stacji w grudniu 2018 roku). Tego dnia funkcję redaktora naczelnego objęła Dorota Kania. Dziennikarka kierowała stacją do końca marca 2021, gdyż z początkiem kwietnia tego samego roku została redaktor naczelną grupy wydawniczej Polska Press. Jej następcą został Tomasz Sakiewicz, który miesiąc później został także prezesem spółki Telewizja Republika S.A.
30 sierpnia 2020 siedziba stacji została podtopiona przez ulewę.

### Od grudnia 2023
W grudniu 2023 roku Telewizja Republika krytycznie odniosła się do rozpoczętych zmian w mediach publicznych w Polsce. Kanał relacjonował wydarzenia z siedzib Telewizji Polskiej (w tym Telewizyjnej Agencji Informacyjnej), Polskiego Radia oraz Polskiej Agencji Prasowej, pokazując m.in. zmianę władz w siedzibach, interwencje poselskie parlamentarzystów wybranych z list Prawa i Sprawiedliwości oraz ze zgromadzeń, których uczestnicy sprzeciwiali się zmianom dokonywanym w mediach publicznych.
Emisja wskazanych powyżej wydarzeń oraz wyłączenie kanału TVP Info spowodowało, że w dniach 25–26 grudnia 2023 roku według Nielsen Media Telewizja Republika oglądana była w godzinach wieczornych przez ponad 400 tysięcy widzów, co spowodowało, że była najchętniej oglądaną w tym czasie telewizją informacyjną w Polsce. W pierwszym tygodniu zmian w mediach publicznych, w dniach od 20 do 26 grudnia tego samego roku kanał uzyskał 2,68% udziałów w rynku, będąc tym samym drugą najczęściej oglądaną stacją informacyjną w Polsce po TVN24, który miał niespełna 7% udziału dobowego w analogicznym okresie. Zdaniem medioznawców, na tak ogromny wzrost popularności stacji w grudniu 2023 roku wpłynął fakt, że Telewizja Republika przejęła widzów sympatyzujących z Prawem i Sprawiedliwością, zainteresowanych narodowo-konserwatywnym przekazem tej partii, którzy w okresie jej rządów oglądali Telewizję Polską.
Po zmianach w TVP na antenie stacji programy zaczęło prowadzić kilku byłych pracowników TVP Info, m.in. Michał Rachoń (w latach 2013–2016 dziennikarz Telewizji Republika), prowadzący audycję #Jedziemy, który 28 grudnia 2023 roku został nowym dyrektorem programowym telewizji.
29 grudnia 2023 roku jedną z prowadzących wydanie serwisu informacyjnego Dzisiaj i program Gość Dzisiaj została Danuta Holecka. Jej debiut na żywo, za pośrednictwem telewizji, oglądało ponad 556 tys. widzów, a kolejne 20 tys. oglądało transmisję na YouTube. W trakcie programu strona internetowa nadawcy uległa na kilkanaście minut awarii z powodu przeciążenia serwerów. W ciągu doby po emisji wydanie obejrzało ponad 250 tysięcy unikalnych użytkowników. Program Gość Dzisiaj, którego gościem był Mateusz Morawiecki oglądało 760 tys. telewidzów, a rozmowę z Mariuszem Błaszczakiem ponad 800 tys. osób.
W styczniu 2024 roku do stacji dołączyło wielu nowych dziennikarzy, głównie tych pracujących wcześniej w TVP, m.in. Miłosz Kłeczek, Adrian Borecki czy Edyta Hołdyńska.
9 stycznia 2024 roku według danych Nielsen Media widownia kanału wynosiła średnio ponad 300 tysięcy osób, zaś w porze wieczornej (od 19:00 do 23:00) ponad 815 tysięcy osób. Tego dnia o godzinie 19:30 na jej antenie wyemitowano wywiad z Jarosławem Kaczyńskim, prezesem Prawa i Sprawiedliwości. Relacja z doprowadzenia do zakładu karnego Macieja Wąsika i Mariusza Kamińskiego była najliczniej oglądaną transmisją na żywo na koncie YouTube w historii stacji. W momencie najwyższego zainteresowania transmisję oglądało blisko 73 tys. internautów.
11 stycznia 2024 roku Telewizja Republika, jako jedyna w całości i na żywo, transmitowała manifestację Marsz wolnych Polaków, która była wyrazem sprzeciwu wobec niektórych działań rządu Donalda Tuska. Według danych Nielsen Media stacja w tym dniu uzyskała 6,06% udziału w rynku telewizyjnym, a przed telewizorami stację oglądało ponad 3 miliony widzów (samo główne wydanie programu informacyjnego Dzisiaj zgromadziło przed odbiornikami telewizyjnymi ponad 911 tys. widzów).
Podczas relacji z manifestacji odbywających się od 12 do 23 stycznia 2024 roku przed zakładami karnymi w Radomiu i Przytułach Starych, w których osadzeni byli Mariusz Kamiński i Maciej Wąsik, byli oni na antenie stacji wielokrotnie określani jako „więźniowie polityczni".
Na antenie stacji w autorskich przekazach podważana jest legalność zmian dokonanych w TVP w grudniu 2023 roku, a za prezesa Telewizji Polskiej uznawany jest Michał Adamczyk.
Pod koniec stycznia 2024 roku oficjalny kanał w serwisie YouTube Telewizji Republika osiągnął liczbę miliona subskrybentów.
W styczniu 2024 roku (pierwszy pełny miesiąc nadawania stacji, po zmianach dokonanych w TVP w grudniu 2023 roku) kanał uzyskał według danych Nielsen Media 4,01% udziałów w rynku telewizyjnym. Uplasowało go to na szóstym miejscu wśród najchętniej oglądanych stacji telewizyjnych w Polsce i na drugim licząc tylko te o profilu informacyjnym. Dla porównania rok wcześniej w styczniu Telewizja Republika zanotowała 0,12% udziałów w rynku.
1 lutego 2024 roku, dziennikarzem telewizji został Rafał Patyra. Jest on jednym z prowadzących Express Republiki i Express Republiki+. Wcześniej przez 20 lat był związany z Telewizją Polską, gdzie pracował między innymi jako dziennikarz i komentator sportowy, a także prowadzący Teleexpress.
19 lutego 2024 roku, szefem wydawców w stacji został Jarosław Olechowski, znany szerzej z pracy w Telewizji Polskiej w latach 2016–2023. Pełnił tam m.in. funkcje wydawcy Wiadomości, p.o. szefa Wiadomości i szefa Telewizyjnej Agencji Informacyjnej. W Telewizji Republika nadzoruje m.in. treści programów informacyjnych i publicystycznych.
W marcu 2024 roku, telewizja zawarła umowę z amerykańską agencją informacyjną Associated Press. W ramach nawiązanej współpracy stacja może korzystać z zasobów agencji (zdjęcia, nagrania, artykuły itp.) oraz dostarczać jej własne materiały. Również w tym miesiącu dziennikarzami kanału zostali m.in. Anna Popek i Adrian Klarenbach, pracujący wcześniej przez wiele lat w TVP.
W Niedzielę Wielkanocną, 31 marca 2024 roku na antenie stacji odbyła się polska, telewizyjna premiera filmu Oblicze Jezusa. Dokument ten przybliża m.in. historię i znaczenie Całunu Turyńskiego, Chusty z Manoppello i Obrazu Jezusa Miłosiernego, a także ukazuje sylwetki wybranych osób i wspólnot, które niemal każdego dnia w ludziach ubogich i skrzywdzonych widzą twarz Jezusa. Natomiast 14 kwietnia tego samego roku telewizja nadała również, jako premierę telewizyjną, film fabularny Wyrok na niewinnych. Opowiada on historie różnych działaczy proaborcyjnych, których działania doprowadziły do zalegalizowania aborcji w Stanach Zjednoczonych w 1973 roku. Produkcja skupia się przede wszystkim na osobie Bernarda Nathansona, lekarza - ginekologa, który był jednym z czołowych propagatorów szeroko rozumianej legalizacji aborcji w USA, a także sam dokonał ponad 75 tys. zabiegów przerwania ciąży. Czytając dzieła św. Augustyna, Fiodora Dostojewskiego, Paula Tillicha, Sørena Kierkegaarda i C.S. Lewisa, zaczął on odczuwać w sobie pragnienie wiary w Boga, aby po latach zostać jednym z najsłynniejszych na świecie obrońców życia i przeciwników aborcji. Po filmie na antenie stacji odbyła się specjalna debata, dotycząca poruszanych w nim kwestii. Został on wyemitowany nieprzypadkowo w tym czasie, gdyż dwa dni wcześniej koalicja rządząca w Polsce postanowiła skierować cztery projekty liberalizujące aborcję do dalszych prac sejmowych. Telewizja chciała w ten sposób w toczącym się sporze, ukazać również chrześcijańskie, zwłaszcza katolickie spojrzenie na tę sprawę. Za dystrybucję obu filmów na rynku polskim odpowiada Rafael Film.
21 czerwca 2024 roku Krajowa Rada Radiofonii i Telewizji (KRRiT) przyznała koncesję stacji na nadawanie na ósmym multipleksie naziemnej telewizji cyfrowej. 28 czerwca 2024 roku rozpoczęto na nim emisję testową, która została zakończona w dniu oficjalnego startu 12 lipca 2024 roku.
8 sierpnia 2024 roku spółka Telewizja Republika S.A. uruchomiła drugi kanał telewizyjny o profilu uniwersalnym pod nazwą Telewizja Republika Plus.
W kwietniu 2024 stacja znacząco zainwestowała w sprzęt (nowe kamery, cyfrowe stoły do realizacji dźwięku i lampy). Szef wydawców kanału Jarosław Olechowski poinformował wówczas, że w planach jest przeniesienie siedziby telewizji z ulicy Dzielnej 60 w inne miejsce, gdzie możliwe byłoby stworzenie większych, stacjonarnych studiów i stopniowa rezygnacja z generowania tła do programów za pomocą green box'a. Pod koniec 2024 roku spółka przeprowadziła się do Błękitnego Wieżowca przy placu Bankowym 2. 12 marca 2025 Krajowa Rada Radiofonii i Telewizji (KRRiT) wydała w drodze uchwały zgodę na zmianę w koncesji satelitarno-kablowej dla Telewizji Republika polegającej na zmianie nazwy stacji z Telewizja Republika na Republika i zmianie profilu z uniwersalnego na informacyjno-publicystyczny (nazwa i profil tożsamy z koncesją naziemną na MUX8), a stacja pod nazwą Telewizja Republika Plus o profilu uniwersalnym ma nadawać docelowo na nowej, dodatkowej koncesji. Na początku kwietnia 2025 roku Krajowa Rada Radiofonii i Telewizji (KRRiT) podjęła uchwałę dla koncesji stacji telewizyjnych nadających naziemnie na MUX-8 w tym dla TV Republika o zmianach w ich koncesjach naziemnych z DVB-T i SD na DVB-T2/HEVC i HD. 9 kwietnia 2025 roku Wojewódzki Sąd Administracyjny (WSA) wydał wyrok, w którym uchylił decyzję Krajowej Rady Radiofonii i Telewizji (KRRiT) o przyznaniu koncesji na nadawanie na ósmym multipleksie naziemnej telewizji cyfrowej. Wyrok Wojewódzkiego Sądu Administracyjnego (WSA) był efektem wniesionej w dniu 7 lipca 2024 roku skargi na decyzję koncesyjną Przewodniczącego Krajowej Rady Radiofonii i Telewizji (KRRiT) przez grupę medialną MWE Networks i należącej do niej spółkę Polskie Wolne Media P.S.A., której oferta została odrzucona w sprawie tej samej koncesji. 22 kwietnia 2025 roku Krajowa Rada Radiofonii i Telewizji (KRRiT) przyznała nową, osobną koncesję statelitarno-kablową dla drugiego kanału telewizyjnego o profilu uniwersalnym Telewizja Republika Plus.

## Nadawanie
Telewizja Republika pierwotnie stała się dostępna za pośrednictwem sieci kablowych, cyfrowych platform satelitarnych (Eutelsat Hot Bird 13°E) oraz w Internecie. Sygnał satelitarny miał być nadawany w formacie SD, zaś odbiór w sieciach kablowych i przez Internet miał być zapewniony w jakości HD. Wstępnie zaplanowano, iż wysokość opłaty abonamentowej będzie wynosić około 5 zł. W marcu 2013 roku agencja Delegata została wyłącznym dystrybutorem stacji. 3 kwietnia 2013 roku Krajowa Rada Radiofonii i Telewizji w drodze uchwały przyznała Telewizji Republika koncesję na nadawanie programu telewizyjnego o charakterze publicystyczno-informacyjnym drogą satelitarną i kablową.
Od 15 marca 2013 roku stacja publikowała próbne emisje programów i audycji za pośrednictwem kanałów w internetowym portalu YouTube. 10 kwietnia 2013 roku zrealizowano pierwszą emisję bezpośrednią, którą była relacja z obchodów trzeciej rocznicy katastrofy smoleńskiej w Warszawie. W tym dniu prowadzono studio w Kawiarni Telimena na Krakowskim Przedmieściu, zaś nadawanie odbyło się za pośrednictwem Internetu w godzinach od 8:00 do 23:00. Debiut stacji obejrzało łącznie ok. 200 tys. widzów. Od 10 kwietnia stacja prowadzi nadawanie w Internecie. 24 kwietnia 2013 wydano oświadczenie o podpisaniu umowy na nadawanie kanału w platformie Cyfrowy Polsat (obecnie Polsat Box), zaś termin dostępności stacji w ofercie ustalono na 6 maja 2013 roku. 24 kwietnia 2013 roku została podpisana umowa z Polską Izbą Komunikacji Elektronicznej „dotycząca reemisji sygnału Telewizji Republika w sieciach operatorów telewizji kablowych zrzeszonych w PIKE”, dzięki czemu operatorzy uzyskali możliwość włączenia do swojej oferty stacji TV Republika. W tym czasie została wprowadzona Karta Klubu Telewizji Republika, która po wykupieniu umożliwiała dostęp do wszystkich serwisów wideo stacji w Internecie oraz odbioru stacji przez Internet. Od września 2016 do 15 marca 2017 roku można było oglądać kanał za darmo w Internecie w godzinach od 9:30 do 14:30 i od 19:00 do 20:00.
Od 30 października 2013 roku stacja nadaje w sieci UPC Polska. Na początku 2014 stacja nadawała w czterech z pięciu największych polskich sieci kablowych (UPC Polska, Vectra, Inea i Toya) oraz w ponad 100 mniejszych na terenie kraju. Od 1 października 2014 stacja rozpoczęła nadawanie na platformie satelitarnej Platforma Canal+ oraz w ofercie programowej Orange TV; w tym czasie kanał był dostępny w zasięgu 19,3% całej Polski.
Pod koniec marca 2015 władze stacji zgłosiły kanał do konkursu na przyznanie częstotliwości na MUX8 w ramach naziemnej telewizji cyfrowej. Po zakończonych 30 kwietnia konsultacjach społecznych okazało się, że najwięcej wniosków wpłynęło za wzbogaceniem oferty multipleksu o Telewizję Republika – było to związane z akcją stacji namawiającą do wycinania apelu z gazet koncernu lub kopiowanie z Internetu i wysyłanie do KRRiT.
15 sierpnia 2016 stacja rozpoczęła nadawanie swojego programu w naziemnej telewizji cyfrowej na lokalnym multipleksie przeznaczonym dla terenów Górnego Śląska, dzierżawiąc tam miejsce od TVSilesia. Sygnał jest nadawany z nadajnika RTCN Katowice/Kosztowy.
Od 15 marca 2017 Telewizję Republika można oglądać przez Internet za pośrednictwem serwisu YouTube (do 31 sierpnia 2023, także za pośrednictwem strony stacji przez specjalną aplikację). Od 1 stycznia 2024, wszystkie filmy otwierane ze strony kanału są automatycznie odtwarzane z playera YouTube. Na platformie stacja umieszcza również większość swoich programów.
9 lipca 2021 kanał został włączony na multipleks telewizyjny firmy BCAST nadający w Warszawie i we Wrocławiu oraz bliskiej okolicy tych miast. Od 2022 roku kanał nadaje 24 godziny na dobę.
Na przełomie grudnia 2023 roku i stycznia 2024 roku stacja dołączyła do czterech multipleksów lokalnych: MUX-L1, MUX-L2, MUX-L3 oraz MUX-L4, a później w marcu 2024 roku stacja dołączyła do multipleksu lokalnego MUX-L7. Z końcem 2023 roku za pośrednictwem telewizji, kanał był dostępny realnie dla nieco ponad 7,5 mln osób, a rok wcześniej w analogicznym okresie dla 3,8 mln widzów.
Od 11 stycznia 2024 roku kanał jest dostępny w ofercie platformy CANAL+ Online. Po ogromnym wzroście popularności kanału pod koniec 2023 roku, Telewizja Republika w kwietniu 2024 złożyła swój wniosek o przyznanie miejsca na ogólnopolskiej częstotliwości naziemnej telewizji cyfrowej MUX-8, który został zatwierdzony 20 czerwca 2024 roku. Stacja rozpoczęła nadawanie na multipleksie 12 lipca 2024.
Od kwietnia 2024 roku Telewizja Republika nadaje wszystkie swoje programy w jakości HD.
Od 7 kwietnia 2024 roku wybrane programy kanału emitowane są ze studia plenerowego (nadano tak m.in. Samorządowy Wieczór Wyborczy 2024 i rozmowy w ciągu dnia w 14. rocznicę katastrofy smoleńskiej). Natomiast z Ogródka Republiki korzysta m.in. redakcja porannego programu Republika Wstajemy!, skąd nadawane są jego niektóre odcinki lub ich fragmenty. Docelowo nagrania sprzed siedziby stacji mają odbywać się przynajmniej do końca września.
Od 4 czerwca 2024 roku, kanał w przekazie satelitarnym nadaje w jakości HD.

## Oferta programowa
Od początku istnienia stacja była anonsowana jako „kanał publicystyczno-informacyjny nadający siedem dni w tygodniu ze studia w Warszawie”. W ofercie kanału znajdują się: publicystyka na żywo, audycje i magazyny, publicystyka kulturalna oraz filmy dokumentalne i reportaże.
Od 10 kwietnia 2013 roku stacja nadaje poranne i popołudniowo-wieczorne premierowe pasma publicystyczne i serwis informacyjny Dzisiaj, nadawany o godz. 19:00 (wcześniej o godz. 19:45). Stałym elementem ramówki była przez kilka lat audycja Chłodnym okiem, w której komentarze prezentowali m.in. Rafał Ziemkiewicz, Tomasz Terlikowski, Łukasz Warzecha, czy Piotr Nisztor. Ponadto na antenie stacji rozpoczęto realizację programów: Bronisław Wildstein przedstawia (kontynuacja programu wcześniej emitowanego na antenie TVP1, tworzony do września 2014 roku), Salonik polityczny (kontynuacja audycji Antysalon Ziemkiewicza emitowanego w TVP Info autorstwa Rafała A. Ziemkiewicza), Zadanie specjalne (program śledczy Anity Gargas, tworzony do 2016 roku), Studio Republika, Polityczna kawa (autor Tomasz Sakiewicz), Republika kultury (audycja o kulturze, autorstwa Redbada Klynstry, tworzony do 2018 roku), Tydzień do rymu (program satyryczny Marcina Wolskiego, tworzony do 2016 roku), Zderzenie cywilizacji i Kościół, w którym żyjemy (dwie audycje Tomasza Terlikowskiego, tworzone do 2022 roku), Literatura na trzeźwo (magazyn literacki Mateusza Matyszkowicza, tworzony do 2022 roku), Nowe pokolenie (twórczynie: Katarzyna Gójska-Hejke i Joanna Lichocka, tworzony do 2020 roku), Kulisy manipulacji (prowadzący to Katarzyna Gójska-Hejke i Piotr Lisiewicz), Unia Europejska od podszewki (autor Paweł Musiałek, tworzony do 2021 roku), Kontra (magazyn historyczny Piotra Zychowicza), Młodzi o sobie, Kontrrewolucja Samuela Pereiry (audycja Samuela Pereiry), Biznes od prawa do lewa (autor Piotr Barełkowski, tworzony do 2017 roku), Kuchnia polska (program kulinarny Cezarego Gmyza, tworzony do 2016 roku).
4 września 2013 w ramach nowej ramówki autorskie programy w stacji otrzymali Jan Pietrzak (satyryczny pt. Wolne żarty), Krzysztof Kłopotowski („Magazyn filmowy – Krzysztof Kłopotowski recenzuje”), Stefan Czerniecki (podróżniczy pt. Za siódmą górą). Od stycznia 2014 rozpoczęto emisję programu pt. 12-ty Krok, poświęconego walce z uzależnieniami, prowadzonego przez Rafała Porzezińskiego. W 2020 programy Pietrzaka, Kłopotowskiego i Porzezińskiego zostały zdjęte z ramówki.
19 stycznia 2014 roku podczas trwających protestów na Ukrainie na terenie Majdanu Niepodległości w Kijowie stacja zorganizowała koncert, stanowiący wyraz solidarności z manifestantami, pod nazwą „Polska za wolną Ukrainą”, który w trakcie został przerwany ze względów bezpieczeństwa (mieli w nim wystąpić polscy muzycy, m.in. Kasia Kowalska, Paweł Kukiz i Dariusz Malejonek).
15 września 2014 roku została wprowadzona nowa ramówka stacji, według której pasmo wieczorne wydłużono od godz. 16:00 do 23:00 i stworzono audycję „Po południu” (prowadzący Bartłomiej Maślankiewicz); ponadto rozpoczęto nadawanie nowych audycji, do których należały programy ekonomiczno-gospodarcze „Ekonomia raport” (prowadzący zamiennie Tomasz Wróblewski, Bartosz Marczuk i Edyta Hołdyńska, do września 2015 także Marek Magierowski) oraz „Konkurencyjna Polska”, podsumowująca dzień „Suma dnia” (prowadzący Wojciech Kościak), programy muzyczne: talk-show „Ale jazda!” (prowadzący Dariusz Malejonek) oraz „Muuzyka” (prowadzący Bartosz Boruciak) oraz audycję „Z filmoteki bezpieki” prezentującą archiwalne materiały IPN dotyczące Służby Bezpieczeństwa.
Od 8 października 2014 roku stacja zwiększyła czas nadawania programu do 16 godzin, pozostały czas antenowy zajmowały telezakupy.
Od września 2015 roku, za zgodą Krajowej Rady Radiofonii i Telewizji, koncesja Telewizji Republika została zmieniona z publicystyczno-informacyjnej na uniwersalną.
Od 2016 kanał emituje premierowo, co niedzielę o godzinie 22:00, niemal godzinny program Wywiad z chuliganem, który prowadzi Piotr Lisiewicz. Do audycji zapraszane są osoby, które w młodości buntowały się przeciwko rzeczywistości (były m.in. opozycjonistami w czasach PRL). Są to m.in. więźniowie polityczni, członkowie subkultur czy artyści. Z czasem do programu zaczęły być zapraszane osoby niepokorne działające już w latach 90., 2000 i współcześnie.
Od września 2018 roku do 7 kwietnia 2024 roku, telewizja transmitowała codziennie na żywo Koronkę do Miłosierdzia Bożego z Bazyliki Bożego Miłosierdzia w Krakowie-Łagiewnikach o godzinie 15:00. Od 8 kwietnia 2024 nabożeństwo emitowane jest wyłącznie w soboty i niedziele. Również w 2018 roku, w październiku kanał rozpoczął emisję programu interwencyjnego Na pomoc!. Był on do końca marca 2024 roku, premierowo nadawany w każdą niedzielę o godzinie 21:10. Od kwietnia tego samego roku jego pierwsza emisja odbywa się również w niedzielę o godzinie 14:10. Od początku jego gospodynią jest dziennikarka stacji, Ilona Januszewska.
Od 20 maja 2019 roku na antenie kanału nadawany jest program publicystyczny Mówi się... z telefonicznym udziałem widzów. Jego gospodarzem jest Jacek Sobala.
W latach 2019–2020 stacja emitowała w sobotnim porannym paśmie Polska na dzień dobry audycję A dlaczego?, w której dzieci zadawały pytania politykom. W pierwszym odcinku 14-letnia Zosia rozmawiała z europosłem Ryszardem Czarneckim.
Od marca 2020 roku do końca stycznia 2023 roku staja transmitowała codziennie, na żywo o godzinie 7:00, Mszę Świętą z Kaplicy Matki Boskiej Częstochowskiej na Jasnej Górze.
Od stycznia 2022 roku, w związku z wprowadzeniem odświeżonej ramówki, stacja całkowicie zaprzestała emisji programów telezakupowych. Również w styczniu swoją emisję rozpoczął m.in. cotygodniowy, autorski program Mariana Kowalskiego, w którym komentuje on wybrane wydarzenia polityczne, a także magazyn Macieja Rucińskiego, który przedstawia w nim najważniejsze jego zdaniem wydarzenia ze Stanów Zjednoczonych.
Od 23 czerwca 2023 roku w piątki, premierowo o godzinie 19:45 emitowany był program o nazwie Przegląd prasy niemieckiej. Od stycznia 2024 roku jego pierwsza emisja odbywa się w każdą sobotę o godzinie 21:25. Magazyn od początku prowadzi Aleksander Wierzejski. Dziennikarz relacjonuje w nim, o czym przez ostatni tydzień pisały największe niemieckie gazety, tygodniki i serwisy internetowe. Skupia się on także na tym, jak u naszych zachodnich sąsiadów przedstawiane są wydarzenia dziejące się w Polsce.
Od 21 grudnia 2023 roku na antenie stacji nadawany jest program poranny #Jedziemy. Michał Rachoń. Program ten, jeszcze dzień wcześniej był emitowany na antenie TVP Info pod nazwą #Jedziemy. Prowadzi go Michał Rachoń.
29 grudnia 2023 roku skrócono główne wydanie serwisu informacyjnego Dzisiaj, nadawanego codziennie o godzinie 19:00 z 30 do niespełna 25 minut. Informacje sportowe przeniesiono z 19:30 na około 19:25, a prognozę pogody z 19:35 na około 19:28. Od tego momentu przez wszystkie dni tygodnia około godziny 19:30, emitowany jest program Gość Dzisiaj, który kończy się tuż przed godziną 20:00. Odbywa się on w formie wywiadu z zaproszonym do studia gościem, głównie politykiem lub publicystą. Podczas jego trwania omawiane są bieżące wydarzenia społeczno-polityczne. Jest on prowadzony przede wszystkim przez prezenterów serwisu informacyjnego Dzisiaj.
W styczniu 2024 roku w związku z odpływem części reklamodawców, telewizja powróciła do emitowania programów telezakupowych, między godziną 5:00 a 7:00 rano w dni od poniedziałku do piątku. Dodatkowo od 24 stycznia tego roku, kanał rozpoczął w czasie reklamowym emisję 3-minutowych prezentacji produktów Telezakupów Mango (marka TV Okazje). Pojawiają się one obok innych reklam, ale nie w czasie wieczornego prime-time'u (18:00-23:00).
W lutym 2024 roku znacząco zmieniona została ramówka stacji. Od tego miesiąca do 7 kwietnia tego samego roku, Telewizja Republika transmitowała każdego dnia o godzinie 6:00, Mszę Świętą z Kaplicy Matki Boskiej Częstochowskiej na Jasnej Górze, podczas której za każdym razem głoszona była homilia. Do tej pory Eucharystia nadawana była o godzinie 7:00 (tylko w niedzielę i uroczystości kościelne z homilią). Na antenie pojawiło się też wiele nowych programów, w tym niektóre z nich wzorowane na tych znanych z Telewizji Polskiej.  Są to.: Republika historii (emisja: pon.-pt.), Republika kultury (emisja: sob.), Agro Info (program wzorowany na Agrobiznesie, znanym z TVP, emisja: pon.-pt.), program informacyjny Express Republiki (serwis informacyjny wzorowany na Teleexpressie znanym z TVP1 i TVP Info), Miłosz Kłeczek zaprasza (wt.-pt.) i Miłosz Kłeczek. Wysokie napięcie (nd.). Serwisy informacyjne nadawane są codziennie o godzinie: 7:00 (oprócz niedzieli), 9:00 (oprócz niedzieli), 10:00 (oprócz soboty), 11:00 (oprócz niedzieli), 12:00 (oprócz niedzieli), 13:00, 14:00, 15:20, 16:00, 16:55 (Express Republiki), 18:00, 19:00 (Dzisiaj) i 21:10 (oprócz soboty i niedzieli). W związku z wprowadzonymi wówczas zmianami, kanał wydłużył swój premierowy program do ponad 17 godzin dziennie, między 6:00 a 23:30. Pasmo telezakupowe jest natomiast nadawane od poniedziałku do soboty między godziną 5:00 a 6:00.
Od 5 lutego 2024 roku telewizja emituje od poniedziałku do piątku, między godziną 9:00 a 18:00 (ok. 30 minut do pełnej godziny), kilkuminutowe serwisy informacyjne Republika Teraz. Są one nadawane, o ile nie trwa transmisja na żywo z jakiegoś wydarzenia. W każdym wydaniu podawane są w bardzo krótkiej i dynamicznej formie 3-4 materiały, bez zapowiedzi prezentera w studiu.
Od 29 lutego 2024 roku nadawany jest codzienny program Republika Wieczór, będący podsumowaniem głównych wydarzeń mijającego dnia. Przekazywane informacje uzupełnione są relacjami reporterskimi na żywo, rozmowami z politykami i ekspertami, a także fragmentami programów publicystycznych emitowanych na antenie stacji. Jednym z prowadzących tę audycję jest Adrian Borecki.
W marcu 2024 roku, Telewizja Republika rozpoczęła produkcję magazynu Świat jest teatrem, który jest emitowany wyłącznie na kanale stacji w serwisie YouTube. Ma on formułę wywiadu z aktorami występującymi w sztukach granych w czołowych polskich teatrach. Widzowie mogą też zaglądnąć za kulisy oraz zobaczyć bardzo krótkie fragmenty prezentowanych przedstawień teatralnych.
Od 18 marca 2024 roku nadawane są poranne programy Po 9:00 oraz Po 10:00. Prowadzi je Adrian Klarenbach. Odbywają się one w formie debaty politycznej, w której udział biorą głównie przedstawiciele partii znajdujących się w polskim parlamencie. Są one emitowane od poniedziałku do piątku. Również tego samego dnia na antenie stacji rozpoczął emisję w dni powszednie program informacyjny Express Republiki+. Rozpoczyna się on o godz. 17:15, tuż po zakończeniu Expressu Republiki. Są w nim m.in. rozwijane najważniejsze tematy przedstawione w Expressie Republiki oraz pokazywane nowe, krótkie reportaże. Natomiast 22 marca 2024 roku, wieczorem, w telewizji zadebiutował program Agora Klarenbacha, wzorowany na nadawanym w TVP Info magazynie Forum.
Od kwietnia 2024 roku stacja nadaje Mszę Świętą z Kaplicy Matki Boskiej Częstochowskiej na Jasnej Górze wyłącznie w niedziele o godzinie 7:00. Telewizja zrezygnowała wówczas z codziennej transmisji Koronki do Miłosierdzia Bożego z Bazyliki Bożego Miłosierdzia w Krakowie-Łagiewnikach, zachowując jej emisję w weekendy.
Od 2 kwietnia 2024 roku, stacja rozpoczęła nadawanie codziennego wieczornego magazynu satyryczno-publicystycznego Piachem w tryby, w którym komentowane są bieżące wydarzenia polityczne. Do grona prowadzących program należą: Michał Jelonek, Łukasz Jankowski, Adrian Borecki, Adrian Klarenbach, Adrian Stankowski, Jarosław Olechowski, Piotr Lisiewicz, Piotr Nisztor, Aleksander Wierzejski, Cezary Krysztopa, Jacek Wrona, Marian Kowalski, Janusz Życzkowski, Maciej Gnatowski, Sławomir Jastrzębowski, Tomasz Sakiewicz, Jakub Maciejewski, Agnieszka Siewiereniuk-Maciorowska, Monika Borkowska i Danuta Holecka. Wcześniej prowadzącymi byli: Michał Rachoń, Miłosz Kłeczek i Aleksandra Prorok. W magazynie bieżące wydarzenia polityczne komentuje dwóch prowadzących, a za pośrednictwem łączenia internetowego wspólnie z nimi omawia je, jeden zaproszony gość będący najczęściej dziennikarzem stacji lub publicystą. W trakcie trwania programu emitowane są dodatkowo komentarze widzów, umieszczane na koncie Piachem w tryby w serwisie X. Pierwsze trzy wydania magazynu śledziło średnio około 354 tys. osób. W swojej formule przypomina on takie formaty jak: Szkło kontaktowe (emisja w TVN24 od 2005 roku), W tyle wizji (emisja w TVP Info w latach 2016–2023), czy Polityka na deser (emisja w WPolsce24 od 2024 roku).
Od 8 kwietnia 2024 roku kanał nadaje codzienny, poranny magazyn Republika Wstajemy!. Tematy w nim poruszane dotyczą szeroko pojętego stylu życia, czyli zdrowia, w tym także psychicznego, aktywności fizycznej, kultury, sztuki, tradycji, edukacji, kulinariów, historii, rodziny oraz ciekawostek. W programie nie brakuje również odniesień do bieżących wydarzeń i spraw, takich jak bezpieczeństwo, nowe regulacje prawne, czy kwestie dotyczące funkcjonowania różnych instytucji. Prowadzącymi program są: Anna Popek, Rafał Patyra, Karol Kus, lider zespołu muzycznego Taraka, Emilia Wierzbicki i Łukasz Jankowski. Do grona dziennikarzy Republika Wstajemy, należy też m.in. Piotr Kieraga, który skrótowo przybliża najważniejsze wydarzenia społeczno-polityczne minionego dnia oraz zapowiada, co ważnego wydarzy się w aktualnym dniu. W weekendy dziennikarz nie pojawia się w magazynie. Dla programu reportaże z terenu przygotowują m.in. Natalia Rzeźniczak i Mateusz Nowak. W pierwszym tygodniu nadawania magazynu, oglądało go średnio nieco ponad 104 tys. widzów.
Od 12 maja 2024 roku kanał nadaje weekendowy program Express Republiki Luz. Rozpoczyna się on o godz. 17:10, tuż po zakończeniu Expressu Republiki+.
W styczniu 2025 roku właściciel kanału uruchomił serwis internetowy o tematyce show-biznesowej Blask Online. Informacje umieszczane na portalu komentuje we wtorki i piątki na antenie Telewizji Republika dziennikarka Natalia Rzeźniczak. Jej cykl jest częścią wtorkowego i piątkowego wydania porannego programu Republika Wstajemy!. Pasma te noszą odpowiednio nazwy Wtoreczek ploteczek oraz Piąteczek ploteczek.
Według regularnie przeprowadzanych badań oglądalności, do najpopularniejszych programów stacji, znajdujących się w odświeżonej w lutym, marcu i kwietniu 2024 roku ramówce, należą: rozmowy Gość Dzisiaj, serwis informacyjny Dzisiaj, serwis informacyjny Express Republiki, rozmowy Miłosz Kłeczek zaprasza, oraz programy publicystyczne: Piachem w tryby, Po 9:00 i Po 10:00, Agora Klarenbacha i #Jedziemy. Michał Rachoń.

### Redakcja anglojęzyczna stacji
Od lutego 2018 roku ze studia Telewizji Republika nadawany jest codzienny anglojęzyczny serwis informacyjny Poland Daily, który emitowany był do stycznia 2024 od poniedziałku do piątku o 23:20, a w weekendy o 23:30. Z czasem pasmo w języku angielskim poszerzono o Poland Daily-weather (prognoza pogody), Poland Daily-business (wiadomości biznesowe). W paśmie tym przedstawiane są przede wszystkim wydarzenia z Polski. Niekiedy pojawiają się także informacje z innych państw wchodzących w skład Grupy Wyszehradzkiej, rzadziej ze Stanów Zjednoczonych i Wielkiej Brytanii. Od 23:50 nadawane były natomiast programy Poland Daily-culture, Poland Daily-history oraz Poland Daily-travel, zdjęte z anteny z końcem 2023. W styczniu 2023 z anteny zdjęto Poland Daily-business.
W styczniu 2024 roku, codzienne pasmo anglojęzyczne telewizji rozpoczynało się o 23:00.  Od lutego tego roku zaczyna się ono o  0:05. W jego skład wchodzą programy Poland Daily, Poland Daily-weather i Poland Daily-interview (wywiad z zaproszonym gościem). Od 0:30 nadawany jest trwający niespełna 30 minut program Rock Rachoń (pon.-pt. odcinki premierowe, a pt.-nd. powtórki), prowadzony przez Michała Rachonia. Dziennikarze związani z anglojęzycznym działem stacji prowadzą także portal internetowy o nazwie Poland Daily. Gospodarzami informacyjnego programu Poland Daily byli do końca listopada 2023 roku m.in.: John Carter i Nicholas Richardson pochodzący z Wielkiej Brytanii, Benjamin Lee z Tajwanu oraz Adam Starzyński, Polak wychowany w Szwecji. Sporadycznie informacje przedstawiał też Aleksander Wierzejski, dziennikarz, który m.in. ukończył studia na Uniwersytecie Minnesoty w USA i kieruje anglojęzycznym działem biznesowym stacji. Od grudnia 2023 roku wydanie serwisu Poland Daily nadawane jest w formie niespełna dziesięciominutowego flesza informacyjnego, po którym emitowana jest prognoza pogody i krótka rozmowa z zaproszonym gościem.
Od 2018 roku redakcja produkowała program publicystyczny There is a Will, prowadzony przez amerykańskiego dziennikarza Williama Richardsona, który w Polsce znany jest także ze współpracy z tygodnikiem Wprost. Przez pierwsze cztery lata emisji, audycja trwała ok. 30 minut i gospodarz rozmawiał w niej m.in. z politykami, publicystami, czy przedstawicielami świata kultury oraz sztuki, nie tylko z Polski, ale również z zagranicy. Odcinki There is a Will można było do 2022 roku oglądać wyłącznie za pośrednictwem Internetu na portalu Poland Daily w zakładce EXTRA i w serwisie YouTube. W 2023 program znalazł się w ramówce Telewizji Republika, gdzie nadawany był premierowo w soboty o 22:00, a dopiero później trafiał do Internetu. Od tego momentu audycja trwała od 50 do 60 minut, a do rozmowy nie był zapraszany już tylko jeden gość, ale od dwóch do czterech osób. Program przestał być nagrywany w listopadzie 2023 roku.

## Wyróżnienia
- Tytanowe Oko – wyróżnienie w kategorii „Wydarzenie roku” w ramach nagród PIKE 2013[230][231][232]
- Kryształowa Antena w dziedzinie „Najlepszy program informacyjny Roku” w 2014[233]

## Struktura właścicielska
Spółka akcyjna zarządzająca telewizją nie opublikowała dokładnej struktury akcjonariuszy. W grudniu 2023 roku telewizja była w 40% własnością Dariusza Szymańskiego (biznesmana zamieszkałego w Szwajcarii). Wśród pozostałych akcjonariuszy mających powyżej 5% akcji znajduje się, według informacji ze strony stacji, Jolanta Siwczyk, Niezależne Wydawnictwo Polskie (wydawca Gazety Polskiej) oraz Słowo Niezależne – spółka powiązana ze spółką Srebrna i Instytutem Lecha Kaczyńskiego. Według Sakiewicza, Słowo Niezależne posiada mniej niż 10% akcji. W styczniu 2024 roku według strony internetowej stacji udział Szymańskiego spadł do 27%, podczas gdy wśród udziałowców pojawiła się "Fundacja Niezależne Media", a następnie do kwietnia 2024 roku przedsiębiorca Dariusz Szymański sprzedał pozostałe 27% akcji tym samym wycofując się z akcjonariatu spółki. W radzie nadzorczej fundacji znajdują się dziennikarze Telewizji Republika, a sama Telewizja zachęca do wpłaty na fundację celem wsparcia stacji. W sierpniu 2024 roku według portalu internetowego tvrepublika.pl akcjonariuszami Telewizji Republika S.A. powyżej 5% kapitałowego są: Słowo Niezależne sp. z o.o., Niezależne Wydawnictwo Polskie Sp. z o.o., Fundacja Niezależne Media i prezes spółki Tomasz Sakiewicz.

## Kontrowersje
W 2015 roku Krajowa Rada Radiofonii i Telewizji w swoim raporcie na temat sposobu relacjonowania kampanii wyborczej w 2015 roku wskazała wśród najbardziej stronniczych materiały nadawane przez serwis informacyjny Dzisiaj. Analiza materiałów informacyjnych została wykonana przez Laboratorium Badań Medioznawczych Uniwersytetu Warszawskiego. W 2024 roku ze względu na swój prawicowy profil stacji TV Republika została określona przez brytyjski dziennik „Financial Times” jako „polski Fox News”.

### Od grudnia 2023
Wypowiedź Jana Pietrzaka (2023)
Jan Pietrzak w programie 31 grudnia 2023 roku stwierdził: 

Mam okrutny żart z tymi imigrantami, że oni liczą na to, że Polacy są przygotowani, bo mamy baraki. Mamy baraki dla imigrantów: w Auschwitz, w Majdanku, w Treblince, w Stutthofie. Mamy dużo baraków zbudowanych tu przez Niemców. I tam będziemy zatrzymywać tych imigrantów, wpychanych nam nielegalnie przez Niemców, ponieważ nielegalni nie są ci ludzie, którzy uciekają do lepszego świata. Nielegalne są te władze, które ich wpuszczają, czyli nielegalni są Niemcy. Ich hasło witające przybyszów było nielegalne, pozatraktatowe, niezgodne z jakimikolwiek prawami. To jest nielegalna działalność niemiecka. Powinniśmy na to się uczulić w nadchodzącym roku, bo zdaje się, że na głowę zaczynają nam bardzo wchodzić.

 O zajęcie się wypowiedzią poprosił prokuraturę minister sprawiedliwości i prokurator generalny Adam Bodnar. Rzecznik Prokuratury Okręgowej w Warszawie przekazał, że 2 stycznia 2024 roku wszczęto postępowanie w tej sprawie. Swoją skargę do Krajowej Rady Radiofonii i Telewizji wysłali także m.in. Krzysztof Luft (w latach 2010–2016 członek KRRiT) i Tadeusz Kowalski (obecny członek KRRiT), w której domagają się oni ukarania również Telewizji Republika, na antenie której zostały wypowiedziane te słowa.
Z dużą krytyką spotkał się brak stanowczej reakcji potępiającej wypowiedź Jana Pietrzaka, przez prowadzącą z nim rozmowę Katarzynę Gójską oraz początkowa linia stacji broniąca Pietrzaka, podkreślająca, że w czasie II wojny jego ojciec został zamordowany w jednym z niemieckich obozów koncentracyjnych.
Wypowiedź Marka Króla (2024)

Dzień później, w jednym z programów kanału redaktor Marek Król komentując przyjęty przez Unię Europejską pakt migracyjny stwierdził: 

Pomysł relokacji to jest nazistowski pomysł. Niemcy mają ogromne doświadczenie w przywożeniu ludzi w bydlęcych wagonach do Auschwitz i niestety powtarzają to. Najprostszy sposób, to założyć im chipy, tak, jak się pieskom zakłada. A tańszy oczywiście to wytatuować im numery na lewej ręce i wtedy łatwiej się ich znajdzie.

 Wypowiedź redaktora Króla z 3 stycznia nie spotkała się z reakcją gospodarza audycji, ale skrytykował ją natomiast drugi gość Jakub Dymek, redaktor lewicowego Przeglądu. Niedługo po zakończeniu programu wypowiedź Marka Króla w specjalnym oświadczeniu, umieszczonym w mediach społecznościowych, stanowczo potępił dyrektor programowy kanału Michał Rachoń.
W związku z tą wypowiedzią złożono zawiadomienie do prokuratury.
Wypowiedź Marka Jakubiaka (2024)
Natomiast 4 stycznia, poseł Marek Jakubiak porównał przybywających do Europy migrantów do niepotrzebnych odpadów. W przeciwieństwie do wypowiedzi Króla i Pietrzaka, wypowiedź Jakubiaka w programie #Jedziemy. Michał Rachoń od razu potępił jego prowadzący.
Materiał o powiązaniach z PiS
16 stycznia 2024 roku w mediach społecznościowych Platformy Obywatelskiej został umieszczony spot pt. Wolne media? Wolne żarty, krytykujący Telewizję Republika. W trwającym niespełna pół minuty materiale, jego twórcy ukazali pośrednie powiązania finansowe stacji z Prawem i Sprawiedliwością, poprzez związany z tą partią Instytut Lecha Kaczyńskiego. Udowadniali również, że zapraszani do stacji publicyści „sączą nienawistne treści”, a pracujący tam dziennikarze to „funkcjonariusze przebrani za dziennikarzy”. W odpowiedzi na spot PO, kanał w wyemitowanym tego samego dnia materiale w programie informacyjnym Dzisiaj, krytykował obecnie rządzącą w Polsce koalicję za atak na „niezależne media”. Redaktor naczelny telewizji stwierdził w nim, że jego stacja jest dla obecnej władzy „zagrożeniem”. Natomiast sam autor materiału, który przy okazji poprosił o wsparcie dla „wolnych mediów”, zakończył go słowami:

Dopiero teraz można porównać Polskę medialną do Korei Północnej.

Cały ten materiał wyemitowany w serwisie informacyjnym, a zwłaszcza jego ostatnie zdanie był szeroko komentowany w mediach ogólnopolskich i spotkał się z bardzo dużą krytyką. Według kierownictwa i pracowników stacji w materiale tym chciano ukazać też m.in. to, że rząd Donalda Tuska, chce stworzyć „jeden przekaz medialny”, gdzie w sprawach politycznych obecne na rynku media będą „mówiły jednym głosem, sprzyjającym rządzącej koalicji. Odnosząc się bezpośrednio do samego spotu Platformy Obywatelskiej, Tomasz Sakiewicz zaznaczył, że:

Telewizja Republika jest spółką akcyjną, więc nikt nie posiada w niej udziałów. U żadnego naszego akcjonariusza Instytut też nie ma udziałów czy akcji. Żaden nasz akcjonariusz nie posiada też pakietu kontrolnego. Chodzi pewnie o jednego z akcjonariuszy, który ma mniej niż 10 procent akcji i który pośrednio ma wśród swoich właścicieli mniejszościowy pakiet udziałów spółki, w której jest udziałowiec powiązany z Instytutem.

20 stycznia 2024 roku, telewizja opublikowała kolejny spot pt. Jeśli zakneblują nas, ty będziesz następny, będący odpowiedzią na wcześniejszy, krytyczny materiał względem stacji, opublikowany w mediach społecznościowych Platformy Obywatelskiej.
Paski informacyjne
Emitowane od 20 grudnia 2023 roku w telewizji paski z podpisami część internautów przyrównanała do „pasków grozy” emitowanych wcześniej w TVP Info i w Wiadomościach. Pojawiały się tam napisy sugerujące m.in., że „Tusk sięga po najgorsze wzorce niemieckiego totalitaryzmu”, „powstaje dyktatura”, a także nawoływania, by oglądać Telewizję Republika zanim „koalicja 13 grudnia odłączy Internet”. Na jednym z pasków Donalda Tuska określono jako dyktatora.
Bojkot niektórych reklamodawców
W związku z kontrowersyjnymi wypowiedziami Jana Pietrzaka, Marka Króla i Marka Jakubiaka na antenie Telewizji Republika, a także reakcją społeczną na te wypowiedzi, swoje reklamy z anteny tej stacji postanowiły wycofać marki: IKEA, mBank, Media Expert, Adamed Pharma, Otodom, Tarczyński, Carrefour, Pyszne.pl, Wedel, Storytel i SkyShowtime. W dniach od 19 do 23 stycznia w wykupionym czasie antenowym firma Wedel, zamiast tradycyjnej reklamy emitowała planszę informacyjną z definicją, czym jest mowa nienawiści. Kierownictwo sieci sklepów Żabka w wydanym oświadczeniu poinformowało, że firma nie akceptuje wypowiedzi o charakterze rasistowskim i ksenofobicznym, a dalsza współpraca reklamowa marki ze stacją jest uzależniona od stanowczych i natychmiastowych reakcji dziennikarzy i władz kanału na tego typu komentarze w przyszłości.
Niewpuszczenie Telewizji Republika na konferencję ministra kultury
22 stycznia 2024 roku w budynku Ministerstwa Kultury i Dziedzictwa Narodowego odbyła się konferencja prasowa ministra Bartłomieja Sienkiewicza dotycząca negatywnej decyzji Sądu Rejonowego w Warszawie w sprawie wpisania likwidatorów Polskiego Radia S.A. oraz TVP S.A. do KRS. Ekipa Telewizji Republika nie została wpuszczona na to wydarzenie, pomimo otrzymanej wcześniej akredytacji. Wywołało to w mediach prawicowych dyskusje, czy niektórym redakcjom można ograniczać wstęp na oficjalne konferencje władz centralnych. Powoływano się w nich na argument, że niezależnie od oceny rzetelności przekazów Telewizji Republika była to na przełomie grudnia 2023 i stycznia 2024 roku druga najchętniej oglądana stacja informacyjna w Polsce. W tej sprawie oświadczenie wystosowało Towarzystwo Dziennikarskie. Napisano w nim m.in.:

Odmowa dopuszczenia medium na konferencję prasową to zły precedens. Byliśmy przekonani, że po wyborach 15 października skończą się oświadczenia władzy dla mediów bez możliwości zadawania pytań i że nie będzie już mediów nie wpuszczanych na konferencje prasowe mimo akredytacji.

26 stycznia 2024 roku, Tomasz Sakiewicz, złożył w tej sprawie zawiadomienie do Prokuratury Rejonowej Warszawa Śródmieście-Wschód  o możliwości popełnienia przestępstwa tłumienia lub utrudniania krytyki prasowej.
6 lutego 2024 roku Marcin Wiącek, Rzecznik Praw Obywatelskich zwrócił się do Ministerstwa Kultury i Dziedzictwa Narodowego z prośbą o wyjaśnienie, dlaczego dziennikarz Telewizji Republika nie mógł uczestniczyć w tej konferencji. W odpowiedzi MKiDN wystosowało pismo, w którym napisano, że decyzja ta została podjęta:

ze względu na mowę nienawiści, która jest stałym elementem przekazu kreowanego na antenie tej stacji.

Sam minister Bartłomiej Sienkiewicz wyjaśnił taką decyzję stwierdzając:

Podejmując decyzję o nieudzieleniu Telewizji Republika akredytacji na wydarzenie organizowane przez MKiDN, wyraziłem swój sprzeciw wobec nieustającego łamania prawa przez tę stację telewizyjną.

W kwietniu 2024 roku Prokuratura Okręgowa w  Warszawie odmówiła wszczęcia śledztwa w sprawie niewpuszczenia pracowników Telewizji Republika na konferencję prasową ministra Bartłomieja Sienkiewicza.
Wezwania przedprocesowe likwidatora Telewizji Polskiej S.A. w likwidacji i złożenie pozwu
12 lutego 2024 roku, Daniel Gorgosz, likwidator TVP wezwał Tomasza Sakiewicza, prezesa zarządu i redaktora naczelnego Telewizji Republika do zapłaty na rzecz spółki miliona złotych za naruszenie autorskich praw majątkowych do audycji #Jedziemy. W wezwaniu przedprocesowym, które zostało udostępnione na stronie internetowej Telewizji Polskiej S.A. w likwidacji i w mediach społecznościowych publicznego nadawcy, likwidator Gorgosz domagał się zaprzestania realizacji, emisji i rozpowszechniania w jakiejkolwiek formie, emitowanego obecnie na antenie Telewizji Republika programu #Jedziemy. Michał Rachoń. W piśmie likwidator Gorgosz zwrócił się również z żądaniem natychmiastowego usunięcia zarówno jego fragmentów jak i pełnych odcinków z serwisu YouTube oraz platform Facebook i X. Likwidator zaapelował też o zaprzestanie wykorzystywania logotypu (znaku słowno-graficznego) produkowanej i rozpowszechnianej w latach 2019–2023 przez Telewizję Polską S.A. (wówczas jeszcze nie w likwidacji) audycji #Jedziemy.
Późnym wieczorem tego samego dnia na swoim prywatnym koncie w portalu X, Tomasz Sakiewicz wydał w tej sprawie oświadczenie. Podkreślił w nim, że skontaktował się z „legalnymi" władzami Telewizji Polskiej (niebędącej w stanie likwidacji) której prezesem jest według niego Michał Adamczyk. Wyjaśnił, że takie pismo nie zostało wysłane przez TVP, ani nadawca ten nie ma takich roszczeń.  Przekazał także do publicznej wiadomości, że prawdopodobnie jest to próba wyłudzenia pieniędzy od prywatnej firmy i sprawa zostanie skierowana przez  zarząd spółki Telewizja Republika S.A do prokuratury.
Część medioznawców zwróciło wówczas uwagę, że likwidator musiałby wykazać przed sądem kradzież znaku, która mogła wpłynąć na przepływ odbiorców. W drugiej kolejności powinien udowodnić szkodę, jaką poniosła spółka Telewizja Polska S.A w likwidacji z tego tytułu i przedstawić jej wycenę sądowi. Według dra Macieja Mrozowskiego, profesora UW, można by wówczas uznać, że cały przychód z reklam, jaki w czasie trwania programu #Jedziemy. Michał Rachoń uzyskuje Telewizja Republika, jest „zyskiem ukradzionym". Wielu ekspertów podkreślało też, że program został skopiowany przez Telewizję Republika w całkowicie niezmienionej formule, co również można uznać za splagiatowanie formatu.
19 lutego 2024 roku, Tomasz Sakiewicz, prezes Telewizji Republika został wezwany przez likwidatora Telewizji Polskiej S.A w likwidacji do usunięcia Specjalnego Wydania Wiadomości z mediów społecznościowych. Likwidator Gorgosz chce także, aby spółka kierująca kanałem zapłaciła dwieście tysięcy złotych za naruszenie autorskich praw majątkowych. Zaznaczył też, że jeśli oba powyższe żądania nie zostaną spełnione, to obie te sprawy trafią do sądu.
W dniu 27 marca 2024 roku Centrum Informacyjne Telewizji Polskiej S.A. w likwidacji poinformowało, że zgodnie z wcześniejszymi zapowiedziami, złożyło w Sądzie Okręgowym w Warszawie pozew przeciw Telewizji Republika w sprawie emisji przez stację programu #Jedziemy. Michał Rachoń. TVP w likwidacji domaga się zaprzestania emisji tego formatu przez kanał i odszkodowania wynoszącego milion złotych.
20 kwietnia 2024 roku XXII Wydział Własności Intelektualnej Sądu Okręgowego w Warszawie zwrócił pozew TVP w likwidacji, powołując się na art. 1301 Kodeksu postępowania cywilnego, argumentując m.in., że błędnie oznaczono stronę powodową. Niedługo potem w poprawionym wniosku powodem była już Telewizja Polska S.A. w likwidacji. W styczniu 2025 roku Sąd Okręgowy w Warszawie oddalił wniosek TVP w likwidacji o zakazanie Telewizji Republika emisji programu "#Jedziemy. Michał Rachoń". Jedyne, czego według wyroku sądu nie wolno tej stacji to używania oznaczenia słownego "#Jedziemy”, oznaczenia słownego "Jedziemy” oraz wykorzystywania znaku słowno-graficznego bliźniaczo podobnego do tego wykorzystywanego przez TVP (jeszcze przed stanem likwidacji).  Zakaz ten nie obejmuje posługiwania się oznaczeniem, którego elementem są imię i nazwisko "Michał Rachoń" ze znakiem "#”.  W uzasadnieniu wyroku uznano też, że w przypadku tak autorskiego programu ten sam prowadzący, który był jego głónym pomysłodawcą, nie może być przedmiotem sporu, bo pozbawiałoby go to swobody działania.
Zarzuty o nielegalne korzystanie ze sprzętu, studiów, pomieszczeń i znaków towarowych Telewizji Polskiej
15 lutego 2024 roku odbyła się konferencja prasowa ministra kultury i dziedzictwa narodowego, Bartłomieja Sienkiewicza. Przed zadawaniem pytań przez dziennikarzy odniósł się on do kwestii relacjonowania zmian w TVP w grudniu 2023 roku przez Telewizję Republika, której redakcja nie została wpuszczona na tę konferencję. Stwierdził wówczas:

Telewizja Republika korzystała ze sprzętu, pomieszczeń, studiów oraz znaków towarowych telewizji publicznej w sposób nielegalny w czasie gdy posłowie PiS i dawne władze TVP siłowo zajmowały gmachy należące do TVP.

Później wyjaśnił, dlaczego odmawia dziennikarzom Telewizji Republika wstępu na konferencje Ministerstwa Kultury i Dziedzictwa Narodowego:

Póki nie będę miał pewności, że ta instytucja to instytucja dziennikarska, a nie instytucja złodziei, nie widzę żadnego powodu, żeby zapraszać przedstawicieli tego medium na moje konferencje. Sprawa wyjaśni się sądownie, będziemy mieć jasność i wtedy zapraszam. Dopóki nie zostanie wyjaśniona to nie wiem, czy mam do czynienia z przeciwnikiem procesowym czy dziennikarzem lub instytucją medialną.

W odpowiedzi na zarzuty ministra Sienkiewicza, Tomasz Sakiewicz, redaktor naczelny telewizji w specjalnym oświadczeniu opublikowanym na portalu X napisał m.in.:

W związku z wypowiedzią ministra Bartłomieja Sienkiewicza zarzucającego nam nielegalne przywłaszczenie mienia TVP oświadczamy: nigdy nielegalnie nie korzystaliśmy z mienia TVP. W budynku TVP info przebywaliśmy wyłącznie na zaproszenie kierownictwa tej instytucji, nie korzystaliśmy z ich sprzętu, wręcz przeciwne nawet użyczyliśmy dziennikarzom TVP nasz sprzęt.

W dalszej części oświadczenia zapowiedział podjęcie kroków prawnych przeciwko ministrowi kultury i dziedzictwa narodowego, stwierdzając:

(...) występujemy z procesem karnym o zniesławienie i cywilnym o zadośćuczynienie jakie ta szkodliwa wypowiedź wywołuje.

## Logo
| Rok wprowadzenia | Opis | Grafika |
| ---------------- | --- | ------- |
| 2013             | Szary napis „republika” nad biało-czerwonym trójkątem.                                                                                     |         |
| 2017             | Granatowy kwadrat z zaokrąglonymi rogami i białą literą „R” z czerwonym paskiem, pod nim drukowany napis „REPUBLIKA” w kolorze granatowym. |         |